# Bruce Haslingden
Edward Bruce Haslingden (* 29. März 1923 in Sydney; † 17. April 2007 in Kelton Plain) war ein australischer Skilangläufer.

## Werdegang
Haslingden besuchte die Canberra Grammar School. Früh begann er dort mit seiner sportlichen Laufbahn und betätigte sich bei schulischen Leichtathletik-Wettbewerben. Er vertrat seine Schule bei den Associated Grammar Schools in Sydney. Zudem war er Kapitän der U16-Cricket-Mannschaft und spielte ebenfalls Fußball.
1938 begann er mit dem Wintersport beim Cooma Ski Club. Nur ein Jahr später gewann er mit dem Rennen um das Hotel Kosciusko sein erstes regionales Skilanglaufrennen. Durch den Zweiten Weltkrieg wurde seine Sportkarriere unterbrochen. 1947 setzte er den Sport fort und wurde 1950 für die nationalen Meisterschaften ins Auswahlteam von New South Wales nominiert. Der zwischenzeitlich für den Kosciusko Alpine Club startende Haslingden verpasste dabei zwar einen Titel, konnte aber mit guten Leistungen überzeugen und wurde daraufhin in den Nationalkader aufgenommen.
Bei den Olympischen Winterspielen 1952 in Oslo gehörte Haslingden zur ersten australischen Winterolympiamannschaft und war damit gemeinsam mit Cedric Sloane einer der ersten australischen Skilangläufer bei Olympischen Spielen.
Im Einzelrennen über 18 km lief er als 74. ins Ziel. Über 50 km schied er noch vor Rennende aus. Bei der Abschlusszeremonie der Olympischen Spiele trug Haslingden die australische Flagge. Nach den Spielen erhielt er Einladungen aus Schweden, Deutschland und Finnland, wo er an Wettkämpfen teilnahm. Er war damit der erste Australier überhaupt der in diesen Ländern bei Wettbewerben startete.
Haslingden bestritt noch bis ins hohe Alter Skilanglaufrennen. So nahm er 1993 am Engadin Skimarathon teil und wurde Achter in seiner Altersklasse.
2007 starb Haslingden auf seiner Farm an einer Staphylokokken-Infektion.